# Pskov (tỉnh)

Tỉnh Pskov (tiếng Nga:Пско́вская о́бласть, Pskovskaya oblast) là một chủ thể liên bang của Nga (một tỉnh). Trung tâm hành chính là thành phố Pskov. Tỉnh này nằm giáp biên giới với các quốc gia trong Liên minh châu Âu là Estonia (giáp các hạt Põlva và Võru) và Latvia (giáp vùng Latgate), cũng như Belarus (giáp tỉnh Vitebsk).